# غرومان
غرومان (بالإنجليزية: Grumman)‏ كانت شركة غرومان لهندسة الطائرات، أو ما عرف في وقت لاحق بشركة غرومان الفضائية، إحدى الشركات الرائدة في القرن 20 ، وكان مقرها يقع في نيويورك في الولايات المتحدة وكانت تصنع الطائرات المدنية والعسكرية. تأسست في 6 ديسمبر 1929، من قبل ليروي غرومان وبعض الشركاء، وانتهى وجودها في عام 1994 عندما تم الحصول عليها من قبل شركة نورثروب لتشكيل شركة نورثروب غرومان
== التاريخ == 1. **التأسيس والنشأة المبكرة**:   - تأسست الشركة تحت اسم **Grumman Aircraft Engineering Corporation** في عام 1929، بعد أن قرر ليروي غرومان وشركاؤه إنشاء شركة خاصة بهم بعد بيع شركة Loening Aircraft Engineering Corporation التي كانوا يعملون فيها.
```
 - بدأت الشركة بصناعة عوامات الطائرات 
للبحرية الأمريكية
، مما ساعدها على دخول سوق الطيران بشكل فعّال.
```

2. **التوسع خلال الحرب العالمية الثانية**:
```
 - خلال 
الحرب العالمية الثانية
 ، أصبحت غرومان معروفة بإنتاج طائرات مقاتلة شهيرة مثل **F4F Wildcat** و**F6F Hellcat**، بالإضافة إلى قاذفة الطوربيد **TBF Avenger**. كانت هذه الطائرات ذات أهمية كبيرة في مسرح عمليات المحيط الهادئ.
 - بحلول نهاية الحرب، كانت الشركة قد أنتجت أكثر من 17,000 طائرة، مما جعلها واحدة من أكبر موردي الطائرات للبحرية الأمريكية.
```

3. **التطورات في فترة ما بعد الحرب**:
```
 - بعد الحرب، واصلت غرومان تطوير طائرات عسكرية متقدمة مثل 
F9F
.و 
F-14
، والتي أصبحت أيقونة في أفلام مثل 
توب غان (فيلم)

 - في الستينيات، حصلت الشركة على عقد من 
ناسا
 لتطوير **مركبة الهبوط القمري (Lunar Module)** لبرنامج أبولو، والتي ساهمت في هبوط الإنسان على القمر.
```

4. **التحولات والاندماج**:
```
 - في عام 1969، تغير اسم الشركة إلى **Grumman Aerospace Corporation** لتعكس توسعها في مجال 
الفضاء
.
 - في **4 أبريل 1994**، اندمجت غرومان مع شركة **نورثروب** لتشكيل شركة **نورثروب غرومان**، منهية بذلك 65 عامًا من الاستقلالية.
```

إرث شركة غرومان:
- تُعتبر غرومان واحدة من أكثر الشركات تأثيرًا في صناعة الطيران العسكري الفضاء حيث قدمت العديد من الطائرات والمركبات التي ساهمت في تطوير التكنولوجيا العسكرية والفضائية.